# Märta af Klintberg
Catarina Märta Elisabet af Klintberg (född Westerberg), född 16 oktober 1880 i Hedvig Eleonora församling, Stockholm, död 21 januari 1940 i Stockholm, var en svensk pianist och ledamot av Kungliga Musikaliska Akademien. Hon var svägerska till Gertrud af Klintberg.

## Biografi
Märta af Klintberg föddes 16 oktober 1880 i Hedvig Eleonora församling, Stockholm. Hon var dotter till majoren Eric Westerberg och Betty Elisabet Landgren. af Klintberg studerade vid Stockholms musikkonservatorium 1896–1900. Hon gifte sig 15 mars 1902 med ingenjören Karl Ferdinand af Klintberg. De fick tillsammans sönerna Gunnar af Klintberg (1902–1983) och Erik Torsten af Klintberg (född 1904). Från 1911 verkade Klintberg som pianist såväl i Sverige som i andra länder och vann särskilt anseende som ensemblespelerska och ackompajatris. Hon invaldes som ledamot nummer 591 av Kungliga Musikaliska Akademien den 29 oktober 1928. af Klintberg avled 21 januari 1940 på Stockholms sjukhem i Stockholm.